# 山内伸弥
山内 伸弥（やまうち しんや、1951年11月14日 - ）は、日本のラリードライバー。静岡県浜松市出身。中央大学理工学部精密機械工学科卒業。

## 略歴
大学在学中からラリーを始め、1971年に三菱・コルトギャランでラリーデビュー。1975年にチームエンケイから本格的にラリー参戦。1979年アドバンラリーチーム結成とともにチームに参加。大庭誠介との2枚看板として活躍。1994年にラリー活動を一時休止するまでに7度のチャンピオンを獲得する。
海外ラリーにも数多く参戦しており、1978年サザンクロスラリーではトヨタ・スプリンタートレノで参戦しクラス優勝。1985年マレーシアラリーでは三菱・コルディアで総合2位に入る。1989年からはグループAレースにも参戦を始めるなどオールマイティな活躍をみせる。
現在は自らのショップであるラリーテックアンクルからスーパー耐久レースに三菱・ランサーエボリューションで参戦する傍ら、世界ラリー選手権 (WRC) のラリージャパンにもプライベーターで参戦している。

## 主なタイトル
- 1977年 全日本ベストラリーストチャンピオン
- 1978年 全日本ベストラリーストチャンピオン
- 1979年 全日本ラリー選手権Bクラスチャンピオン
- 1981年 全日本ラリー選手権Cクラスチャンピオン
- 1983年 全日本ラリー選手権Cクラスチャンピオン
- 1984年 全日本ラリー選手権Cクラスチャンピオン
- 1992年 全日本ラリー選手権Cクラスチャンピオン
- 2000年 スーパー耐久クラス4チャンピオン

## レース戦績

### 全日本ツーリングカー選手権
| 年     | チーム        | 使用車両 | クラス | 1      | 2     | 3     | 4     | 5     | 6     | 順位 | ポイント |
| ------ | ------------- | -------- | ------ | ------ | ----- | ----- | ----- | ----- | ----- | ---- | -------- |
| 1989年 | kegani Racing | BMW・M3  | JTC‐2  | NIS 3  | SEN 2 | TSU 3 | SUG 4 | SUZ 3 | FSW 3 |      |          |
| 1990年 | kegani Racing | BMW・M3  | JTC‐2  | NIS 10 | SUG 1 | SUZ 3 | TSU 4 | SEN 5 | FSW 1 |      | 78       |

・1990年の第1戦のみ、クラス2のエントリーが少なかった為、クラス1に統合されて開催された。

## 書籍
- ターボ車のドライビング（山海堂、ISBN 4-38107-528-5、1985年）
- ただ速く、ひたすら速く!-ラリーほど不敵なショーバイはない（芸文社、ISBN 4-87465-185-2、1990年）
- 新・ターボ車のドライビング（山海堂、ISBN 4-38107-632-X、1990年）